# Фролово (Тотемский район)
Фролово — деревня в Тотемском районе Вологодской области.
Входит в состав Толшменского сельского поселения, с точки зрения административно-территориального деления — в Верхнетолшменский сельсовет.
Расстояние до районного центра Тотьмы по автодороге — 115 км, до центра муниципального образования села Никольское  по прямой — 18 км. Ближайшие населённые пункты — Боярское, Дор, Первомайский.
По переписи 2002 года население — 21 человек (11 мужчин, 10 женщин). Преобладающая национальность — русские (95 %).